# José Rizal
José Protasio Rizal Mercado y Alonso Realonda (Calamba, 19 de junho de 1861 — Manilla, 30 de dezembro de 1896) foi um escritor, poeta, oftalmologista, jornalista e revolucionário nacionalista filipino, o mais proeminente defensor de reformas nas Filipinas durante o período colonial espanhol e de sua eventual independência da Espanha.
É largamente considerado um dos grandes heróis das Filipinas. É o autor de Noli Me Tángere, El Filibusterismo, e de uma série de poemas e ensaios, entre eles o premiado poema A la juventud filipina, de 1879.
Foi executado em 30 de dezembro de 1896, por um esquadrão de soldados filipinos do Exército Espanhol.
José Rizal foi porta-estandarte da Guerra da independência das Filipinas. Pertencente a uma família rica de plantadores de ascendência chinesa, nasceu em 1861 e estudou medicina em Madrid. Foi aí que começou a luta pela independência até sua morte.
No local onde foi executado, ao lado das muralhas do Forte Santiago, situa-se um dos maiores parques da Ásia, o parque Rizal, dedicado a ele em 1913, que é o pulmão da cidade e que conta com uma estátua de 15 metros de altura, erguida junto ao seu túmulo.

## Obras
- Noli me tangere (1886)
- El filibusterismo (1891)
- Mi último adiós (1896)